# Cuise-la-Motte
Cuise-la-Motte is een gemeente in het Franse departement Oise (regio Hauts-de-France). De plaats maakt deel uit van het arrondissement Compiègne. Cuise-la-Motte telde op 1 januari 2022 2.101 inwoners.

## Geografie
De oppervlakte van Cuise-la-Motte bedroeg op 1 januari 2022 10,05 vierkante kilometer; de bevolkingsdichtheid was toen 209,1 inwoners per km².

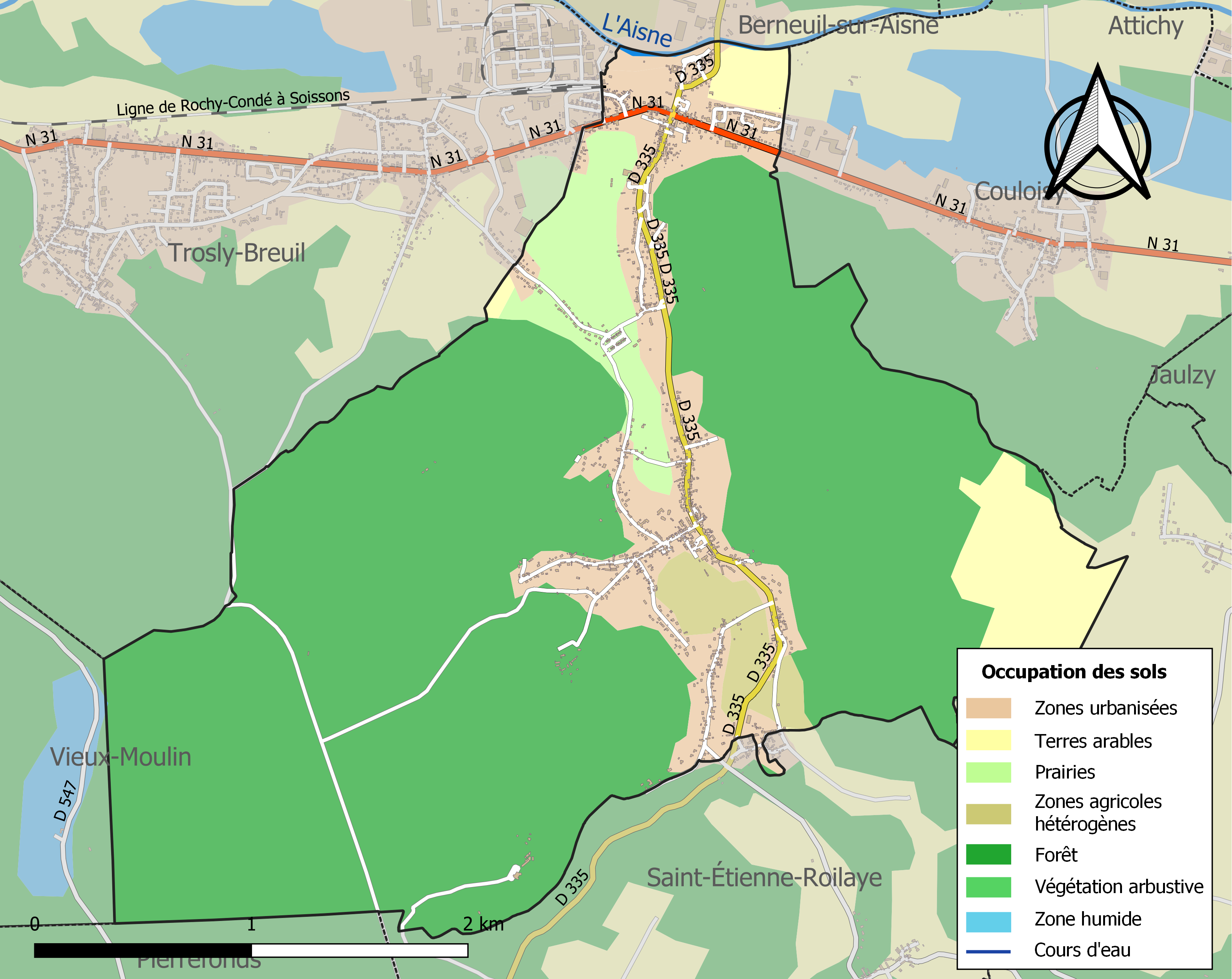
Kaart van de gemeente met belangrijkste infrastructuur, bodemgebruik en omliggende gemeenten

## Demografie
Onderstaande figuur toont het verloop van het inwonertal (bron: INSEE-tellingen).